# Lucha libre profesional en México
La lucha libre profesional en México existe desde finales del siglo XIX, pero se popularizó en la década de 1930 tras la formación de la Empresa Mexicana de Lucha Libre (EMLL), la primera promotora de lucha libre profesional de gran envergadura. A lo largo del siglo XX, la lucha libre profesional se consolidó como uno de los deportes más populares en México, tanto así que ha desempeñado un papel importante en la cultura popular nacional. La lucha libre profesional ha desarrollado un estilo y una presentación distintivos conocidos como «lucha libre mexicana», que se caracteriza por sus coloridas máscaras, secuencias rápidas de llaves y maniobras, espectaculares técnicas de vuelo y elementos de entretenimiento deportivo inspirados en las telenovelas.
México es una nación con una arraigada historia en la lucha libre profesional, junto con países como Japón, los Estados Unidos, Canadá, el Reino Unido, Australia, y Puerto Rico. La disciplina es tomada en serio por la prensa deportiva mexicana a pesar de su naturaleza predeterminada y no se considera un simple «espectáculo» como lo es en la mayor parte del mundo. Los servicios de noticias y periodistas deportivos no informan ni especulan sobre los nombres reales de los luchadores, incluso si los conocen por respeto a la tradición de la industria, en la que la verdadera identidad de los luchadores enmascarados se mantiene en secreto del público en general.

## Historia

### Origenes e inicios
Los orígenes de la lucha libre profesional en México se remontan al siglo XIX con la introducción de la lucha grecorromana por parte de soldados franceses durante la segunda guerra franco-mexicana. El primer luchador mexicano ampliamente reconocido fue Enrique Ugartechea en 1863, conocido como «El Hombre más Fuerte», lo que atrajo la atención de marcas como Spalding, que lo patrocinaron.
En 1910, el luchador italiano Giovanni Raicevich llegó a suelo mexicano con su compañía de lucha libre. Al mismo tiempo, el empresario italiano Antonio Fournier trajo a la República a sus luchadores del Teatro Colón, incluyendo al famoso luchador de catch Conde Koma (Mitsuyo Maeda), cuyo estilo de lucha se considera precursor del jiu-jitsu brasileño. La rivalidad entre las dos compañías de lucha libre causó revuelo entre la población mexicana, generando lucrativos negocios para ambas. En 1921, el luchador belga Constant le Marin también llegó a México con su compañía, presentando a León Molero, quien había sido campeón europeo de peso mediano. Dos años después, regresó al país, trayendo al luchador japonés Kawamura, quien, junto con Hércules Sampson, se presentó en el recinto Frontón México.
En septiembre de 1933, Salvador Lutteroth fundó la Empresa Mexicana de Lucha Libre (EMLL), la primera promotora de lucha libre profesional en la República Mexicana. Por fundar la EMLL, Lutteroth es considerado el «padre de la lucha libre profesional mexicana». El Santo, Blue Demon y Mil Máscaras, conocidos colectivamente como los «Tres Grandes de la lucha libre mexicana», surgieron como tres de las mayores estrellas de la EMLL. Los tres enmascarados también lucharían para la Universal Wrestling Association (UWA), un importante rival de la EMLL en las décadas de 1970 y 1980. Posteriormente, la EMLL pasó a llamarse Consejo Mundial de Lucha Libre (CMLL). 

### Internacionalización
Como alternativa a la CMLL, Antonio Peña, quien anteriormente había trabajado para la CMLL como booker, fundó la Lucha Libre AAA Worldwide en 1992. A lo largo del resto de la década, la popularidad de AAA creció, colaborando tanto con la World Championship Wrestling (WCW) en 1994 como con la World Wrestling Federation (WWF, más tarde WWE) en 1997; con la primera, coorganizó el evento When Worlds Collide, y con la segunda, coorganizó el evento Royal Rumble.
También en la década de 1990, muchos luchadores mexicanos empezaron a decantarse en buscar el éxito fuera de fronteras siendo el principal destino WCW, una promoción que se inclinaba más por la «lucha libre» mexicana o el «puroresu» japonés tanto como por el «wrestling» del mundo anglosajón. Nombres como Juventud Guerrera y Psicosis fueron pilares en la división de peso crucero, ganando ambos el campeonato. Con la desaparición de la empresa en 2001, tanto WWE como New Japan Pro-Wrestling (NJPW) se habían convertido en los principales receptores de talentos mexicanos.

### Resurgimiento y época delstreaming
La lucha libre profesional mexicana experimentó un importante resurgimiento de popularidad y reconocimiento general en el presente siglo, gracias al llamado «Boom Místico» de CMLL, impulsado por luchadores como Místico y Averno. En 2011, Místico dejó el CMLL para unirse a WWE, donde actuó bajo el nombre de «Sin Cara» y tuvo enfrentamientos con otro destacado luchador nacional como Alberto Del Río, sobrino de Mil Máscaras que había luchado como «Dos Caras Jr». A ellos le siguieron Andrade El Ídolo (La Sombra), Gran Metalik (Máscara Dorada) o Raúl Mendoza con etapas decentes dentro de la compañía.
En abril de 2025, la AAA fue adquirida por WWE a través de su grupo propietario TKO Group Holdings (cuya propiedad mayoritaria es de Endeavor).

## Estilo de lucha
La «lucha libre mexicana» es el término utilizado para describir el estilo de lucha creado en México, caracterizado por secuencias rápidas de llaves y maniobras, técnicas aéreas de alto vuelo y máscaras coloridas. Mientras que en el resto del mundo (especialmente en Estados Unidos y Japón), el estilo de lucha libre mexicano siempre se conoce por su nombre en español, «lucha libre» (independientemente del idioma), en México también se le conoce como pancracio (término utilizado en la antigua Grecia para describir la disciplina). Otra característica distintiva de la lucha libre mexicana es su detallado sistema de categorías de peso, posiblemente inspirado en el boxeo. Cada categoría de peso tiene un límite superior oficial que los competidores deben cumplir y es supervisado por la Comisión de Boxeo y Lucha Libre de la CDMX. Sin embargo, en la historia de la lucha libre mexicana se pueden encontrar ejemplos de luchadores que técnicamente son demasiado pesados para competir en su categoría de peso, incluyendo algunos que han ostentado un título en dicha categoría.
El 21 de julio de 2018, fue nombrada patrimonio cultural inmaterial de la Ciudad de México.

## Principales promociones
En México existen numerosas promociones de lucha libre profesional, pero las dos que dominan la industria moderna son el Consejo Mundial de Lucha Libre (CMLL) y Lucha Libre AAA Worldwide (AAA). CMLL es la promoción más antigua del mundo, fundada en 1933; AAA se fundó a principios de la década de 1990. En menor medida, International Wrestling Revolution Group (IWRG), fundada en 1996, y The Crash Lucha Libre, fundada en 2011, se han consolidado como otras importantes promociones nacionales de lucha libre en el país.
| Nombre                                          | Promotor(es)                | Años en activo | Notas                                                                                      |
| ----------------------------------------------- | --------------------------- | -------------- | ------------------------------------------------------------------------------------------ |
| Consejo Mundial de Lucha Libre (CMLL)           | Salvador Lutteroth III      | 1933–          | La promoción de lucha libre profesional activa más antigua del mundo.                      |
| Lucha Libre AAA Worldwide (AAA)                 | Marisela Peña Dorian Roldán | 1992–          | Fundada como una promoción separada del CMLL por Antonio Peña con el respaldo de Televisa. |
| International Wrestling Revolution Group (IWRG) | Cesar Moreno Marco Moreno   | 1996–          | Con sede en la Arena Naucalpan.                                                            |
| The Crash Lucha Libre                           | Desconocido                 | 2011–          | Con base en el Auditorio Fausto Gutiérrez Moreno de Tijuana.                               |

## Luchadores mexicanos en el extranjero
México ha exportado una gran cantidad de luchadores profesionales al extranjero para promotoras como WWE, New Japan Pro-Wrestling, All Elite Wrestling (AEW), Ring of Honor (ROH), Pro Wrestling Noah, entre otras. La mayoría de ellos (sobre todo los enmascarados) llevan consigo el estilo de lucha libre mexicano, mientras que otros adaptan sus estilos para adaptarse mejor a los de sus países y promotoras de adopción o lo combinan con otros estilos de lucha libre profesional. Varios luchadores mexicanos han ganado campeonatos de lucha libre profesional, incluyendo títulos mundiales, en un país distinto al suyo. El país, en sus primeras décadas, no era de exportar luchadores al exterior. Esto se debe en gran parte a dos motivos: la preferencia de los luchadores hacia las promotoras nacionales por excelencia (el CMLL o la AAA) y a la diferencia de estilos luchísticos entre México y el extranjero.
Entre los luchadores que han construido una carrera fuera de fronteras, se encuentran: Aero Star, Alberto Del Río, Andrade El Ídolo, Angel Garza, Bandido, Blue Demon Jr., Daga, Drago, El Hijo del Fantasma (como Santos Escobar), Juventud Guerrera, Máscara Dorada (como Gran Metalik), Mascarita Dorada (como El Torito), Mil Máscaras, Místico (como Sin Cara), Pentagón Jr., Rey Fénix, Rush, Super Crazy y Titán.
Y en cuanto a las luchadoras femeninas, se encuentran: Ayako Hamada, Cynthia Moreno, Esther Moreno, Sexy Star, Thunder Rosa y Yulisa León.

## Campeones mundiales fuera de México
Siete luchadores mexicanos han ganado un título mundial en promociones extranjeras:
- Alberto Del Río ha ostentado el Campeonato de WWE (2) y el Campeonato Mundial Peso Pesado (2), con un total de cuatro reinados.[11] En la TNA, en su momento también llamada Impact Wrestling, también ha sido Campeón Mundial habiendo unificado el Campeonato Global de GFW con este título.[12]

- Bandido y Rush son dos veces Campeones Mundiales de ROH, siendo el segundo reinado de Rush el tercero más largo en la historia del título.[13][14] Precisamente ambos son dos de los tres únicos luchadores no estadounidenses (junto con el suizo Claudio Castagnoli) en lograrlo.

- Blue Demon Jr., hijo de la leyenda homónima, ostentó el Campeonato Mundial Peso Pesado de la NWA durante 501 días.[15]

- Pentagón Jr. ganó el Campeonato Mundial de Impact, aunque su reinado fue uno de los más cortos en la historia del título, sumando tan sólo dos días de campeón.[16]

- El Hijo de Dr. Wagner Jr. ha sido Campeón Peso Pesado de la GHC en Pro Wrestling Noah, siendo hasta la fecha el único mexicano en lograr un título mundial peso pesado en Japón.[17]

- Thunder Rosa es la única mujer mexicana que ha ostentado un título mundial en Estados Unidos, ganando tanto el Campeonato Mundial Femenino de la NWA como el Campeonato Mundial Femenino de AEW.[18]